# Grantjärnen (Malungs socken, Dalarna, 674636-139831)
Grantjärnen är en sjö i Malung-Sälens kommun i Dalarna och ingår i Dalälvens huvudavrinningsområde.